# Universidad del Bío-Bío, Chile

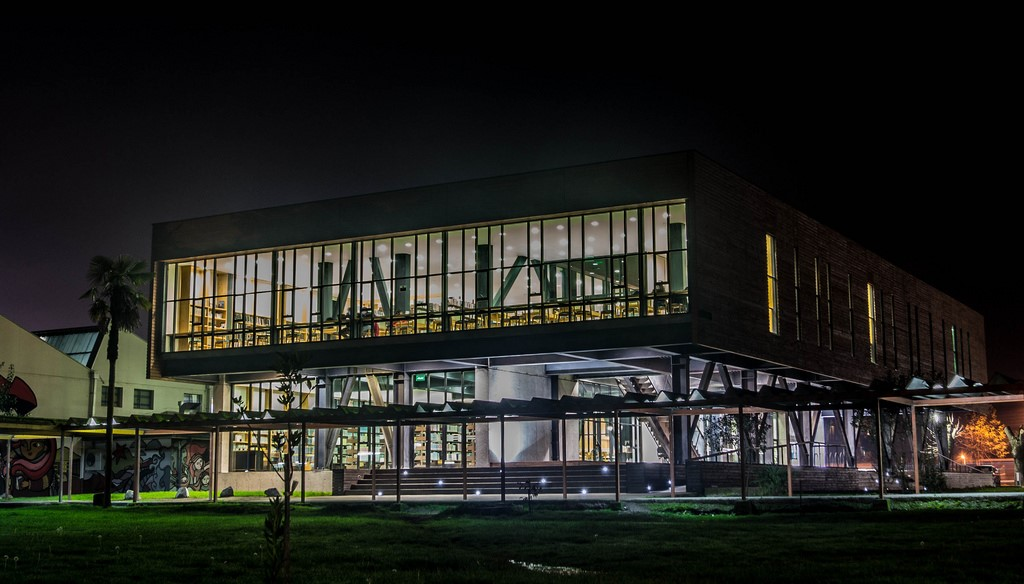
Biblioteca Universității Bío-Bío (2018)

Universidad del Bío-Bío este o universitate fondată în 1988 în Concepción, Chile.  
În 2011 Universidad del Bío-Bío se află pe locul 101-200 în topul QS in America Latină.

## Campus
1. Concepción
2. La Castilla
3. Fernando May

## Facultăți
1. Facultatea de Inginerie
2. Facultatea de Științe
3. Facultatea de Arhitectura
4. Facultatea de Studii de Afaceri
5. Facultatea de Educație și umaniste
6. Facultatea de științe medicale și alimentare